# Selçuk Yula
Selçuk Yula (Ankara, 8 de noviembre de 1959 - Estambul, 6 de agosto de 2013) fue un jugador de fútbol profesional turco que jugaba en la demarcación de delantero.

## Biografía
Selçuk Yula debutó como futbolista profesional en 1979 con el Fenerbahçe SK, fichado de la cantera del Çamlıdere Şekerspor. Jugó un total de siete años en los que marcó 64 goles en 160 partidos. Llegó a ser el máximo goleador de la Superliga de Turquía en dos ocasiones, en 1982 y 1983 con el club. En 1986 se mudó a Alemania para fichar por el SpVgg Blau-Weiß 1890 Berlin durante una temporada. Al finalizarla volvió a Turquía para jugar con el Sarıyer SK. Finalmente en 1991 fichó por el Galatasaray SK para terminar su carrera como futbolista profesional en la temporada 1992.
Además Selçuk Yula ha sido convocado un total de 22 ocasiones por la selección de fútbol de Turquía, incluyendo un total de tres partidos en los que portó el brazalete de capitán.
El 6 de agosto de 2013 Selçuk Yula falleció en su casa de Estambul a causa de un ataque al corazón a la edad de 53 años.

## Clubes
| Club                        | País     | Año         | Partidos | Goles |
| --------------------------- | -------- | ----------- | -------- | ----- |
| Fenerbahçe SK               | Turquía  | 1979 - 1986 | 160      | 64    |
| SpVgg Blau-Weiß 1890 Berlin | Alemania | 1986 - 1987 | 11       | 2     |
| Sarıyer SK                  | Turquía  | 1987 - 1991 | 76       | 30    |
| Galatasaray SK              | Turquía  | 1991 - 1992 | 4        | 1     |